# Virutorget

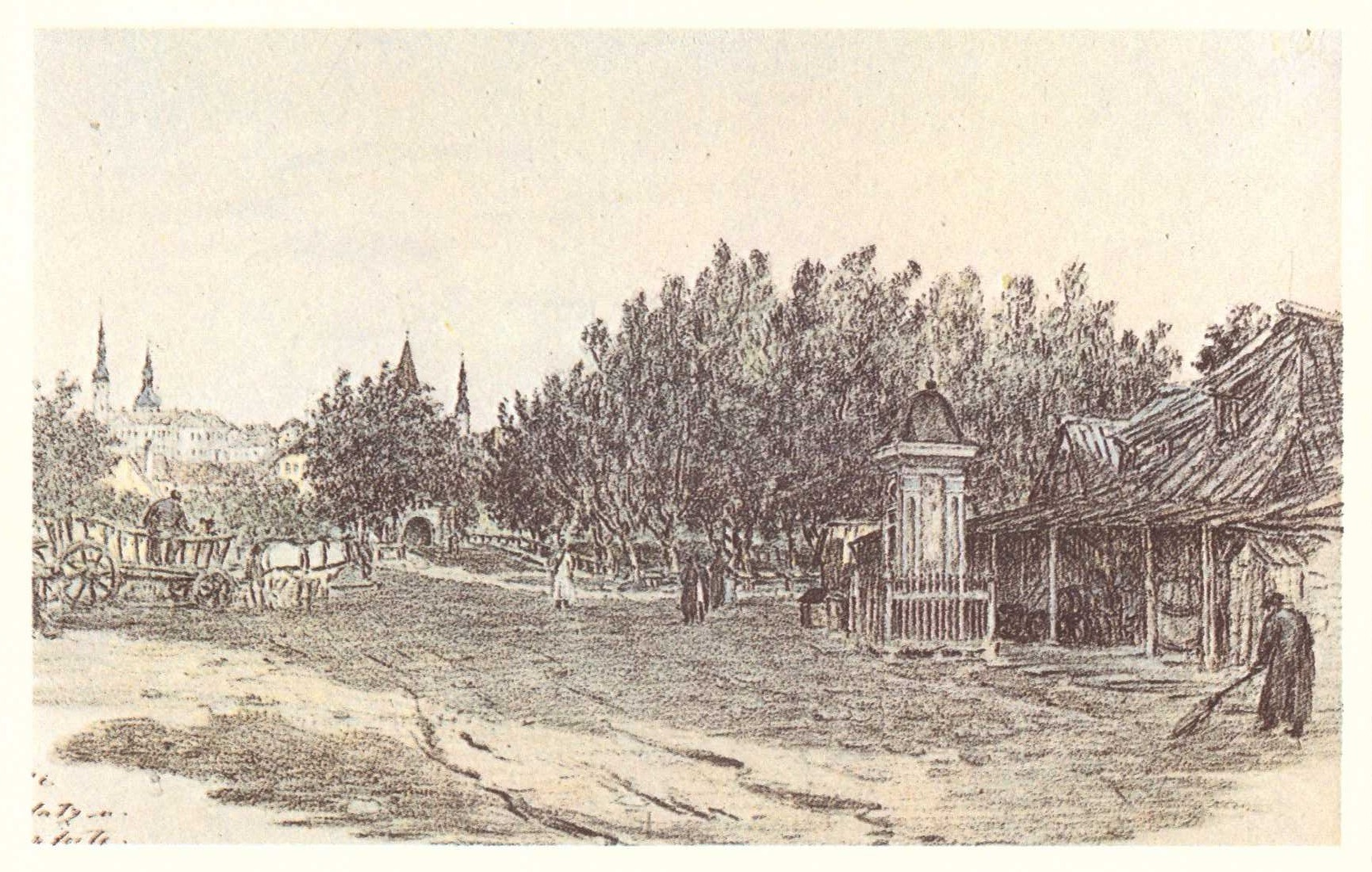
Ryska marknaden 1839

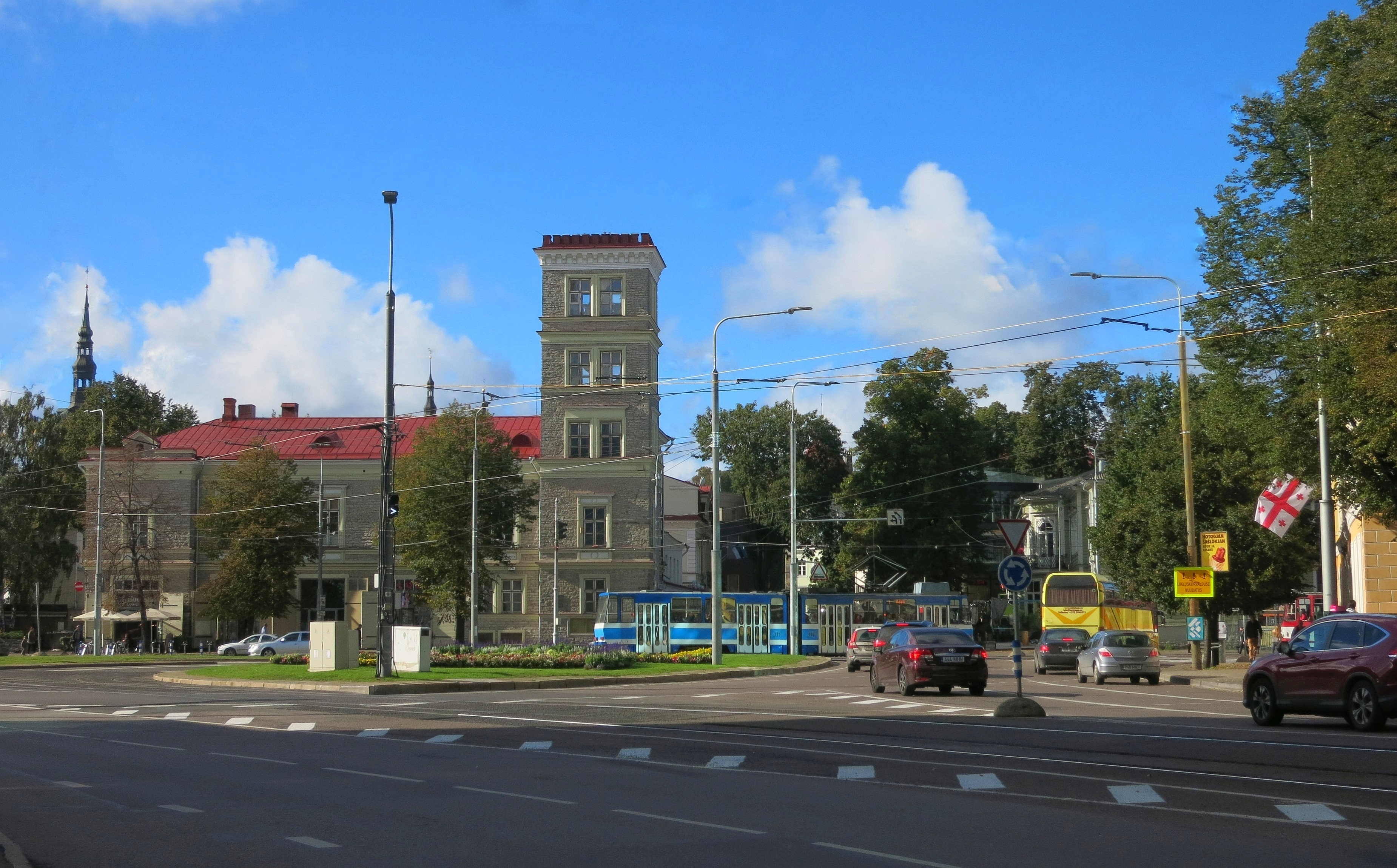
Virutorget med Staden Tallinns frivilliga brandkårs station, 2015

Virutorget (estniska: Viru väljak) är ett tidigare torg och nuvarande trafikplats i centrala Tallinn.
Torget hette till 1939 "Ryska marknaden" (estniska: "Vene turg"). Åren 1939–1940 hette det "Viru turg", 1940–1960 "Stalintorget" (ersatt under tysk ockupation 1941–1944 av "Wierländischer Platz”), 1960–1970 "Keskväljak" ("Centraltorget") och slutligen från 1970 åter "Viru turg”/”Viru väljak”.
Virutorget är idag namnet på den trafikplats där huvudgatorna Narvavägen, Pärnuvägen och Havsavenyn (Mere puiestee) samt smågatorna Virugatan och Gamla Virugatan strålar samman. Alla Tallinns spårvagnslinjer passerar också trafikplatsen. Virutorget är också namnet på en mindre marknadsplats för hantverksprodukter vid Havsavenyn strax nordväst om trafikplatsen.

## Byggnader och anläggningar vid Virutorget
- Staden Tallinns frivilliga brandkårs station
- Tidigare Rotermanns varuhus, senare Alexandergymnasiet
- Viru hotell
- Viru Keskus
- Viru Keskus bussterminal
- Tammsaareparken

## Bildgalleri

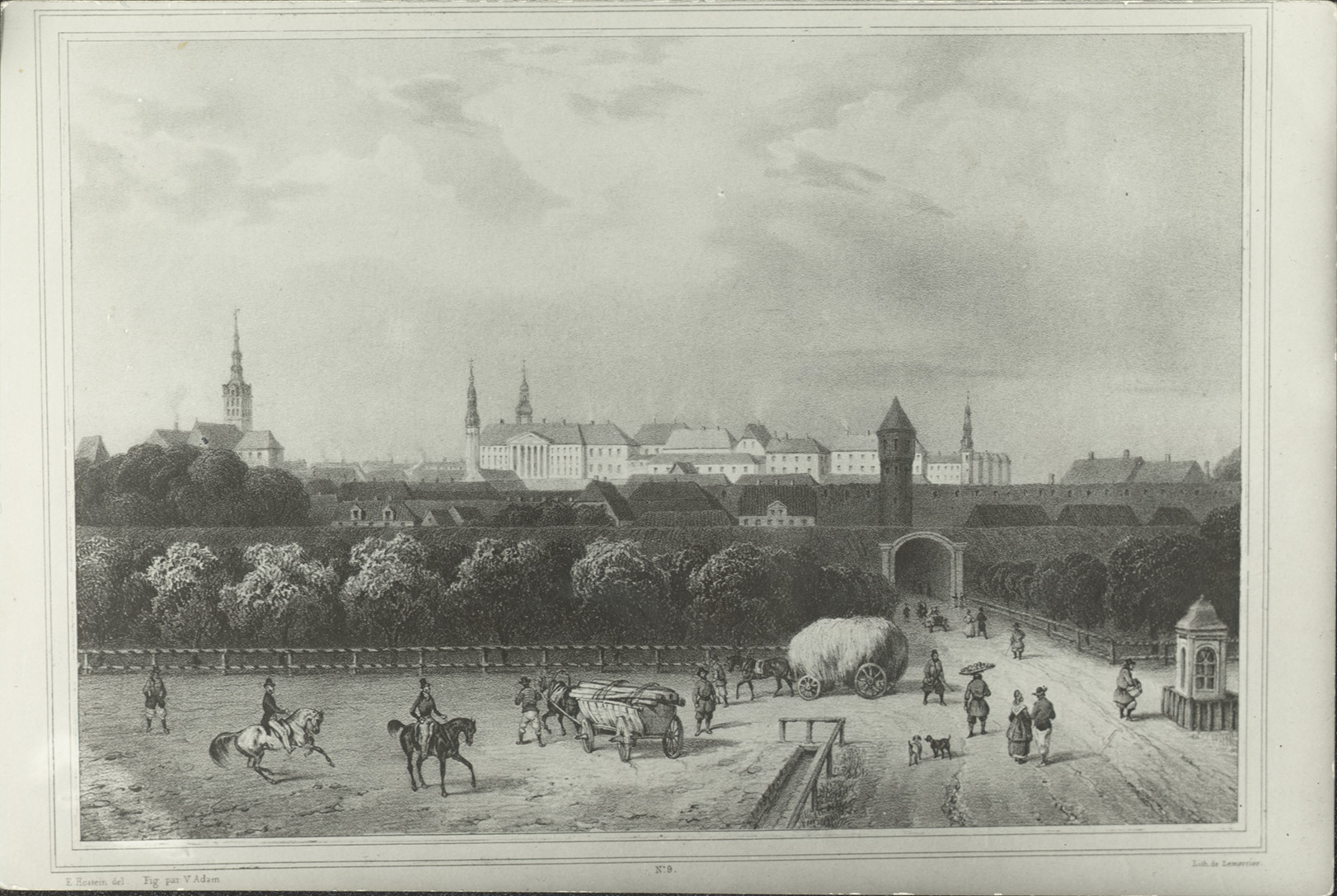
Viru torg, första hälften av 1800-talet.
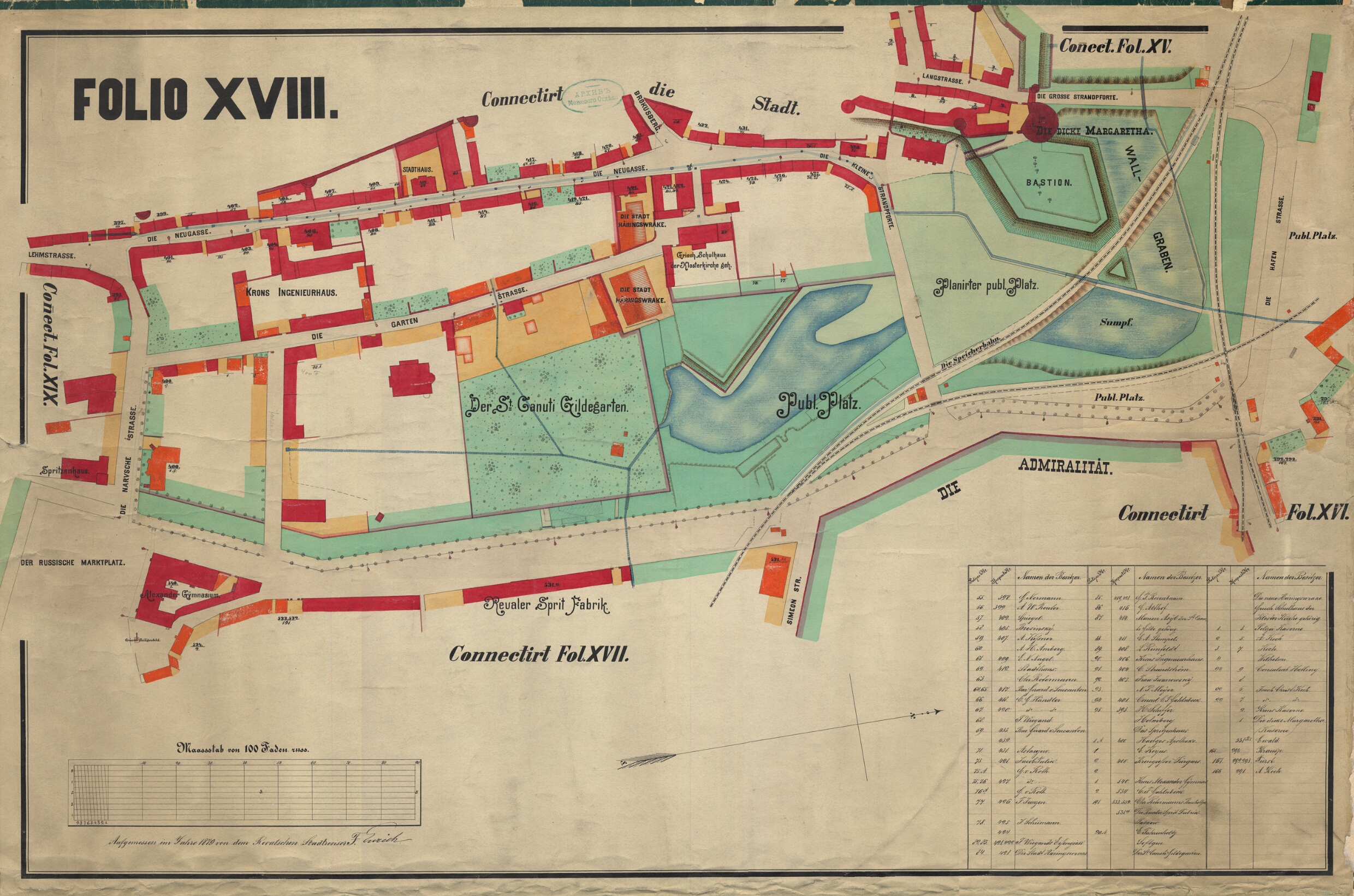
Karta från 1879 med Ryska marknaden längst till vänster (längst söderut).
Vene turg med Alexandergymnasiet till höger och Alexander Nevskis ortodoxa kapell till vänster, mellan 1803 och 1898.
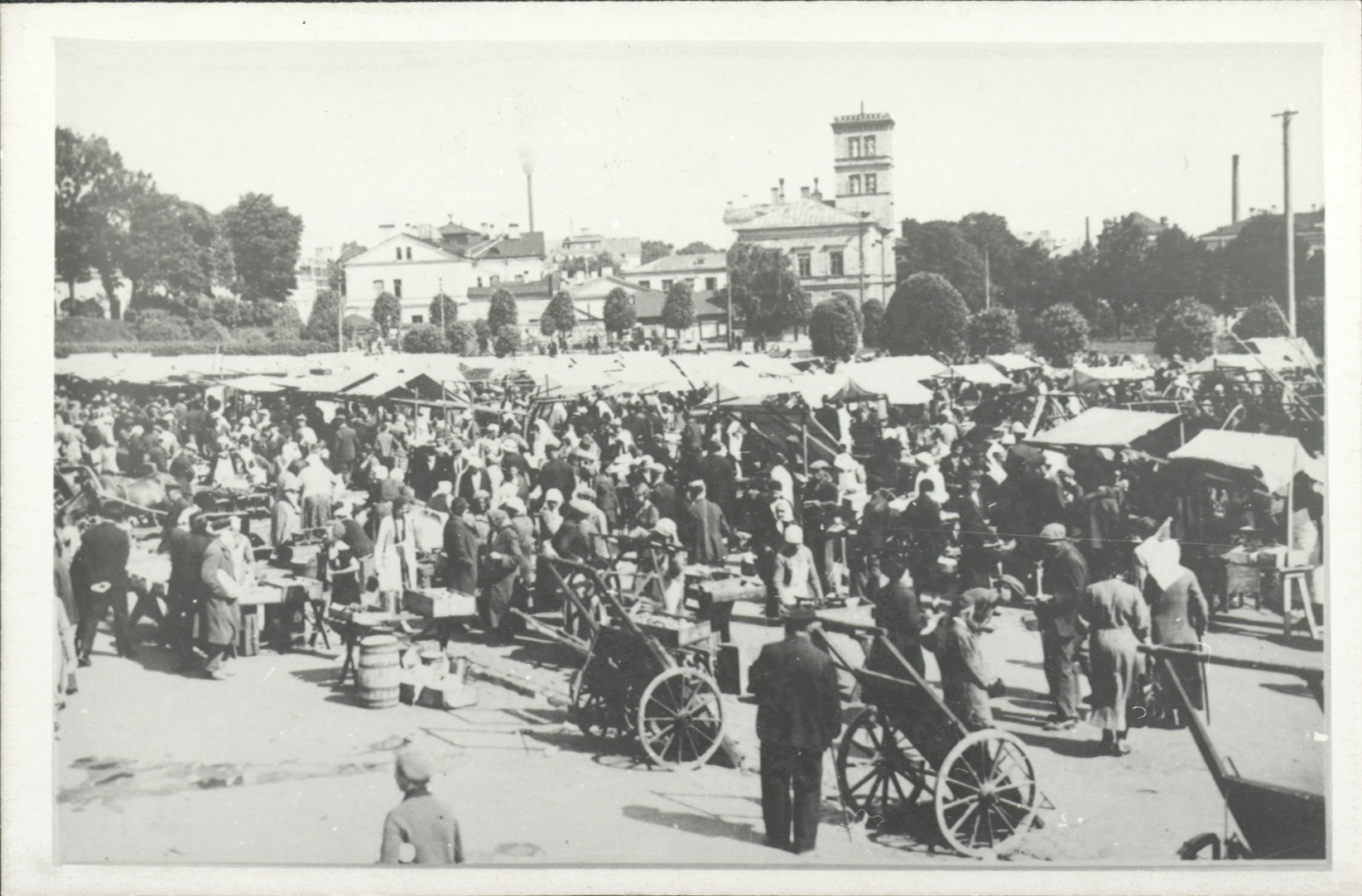
Okänt datum, efter 1922.
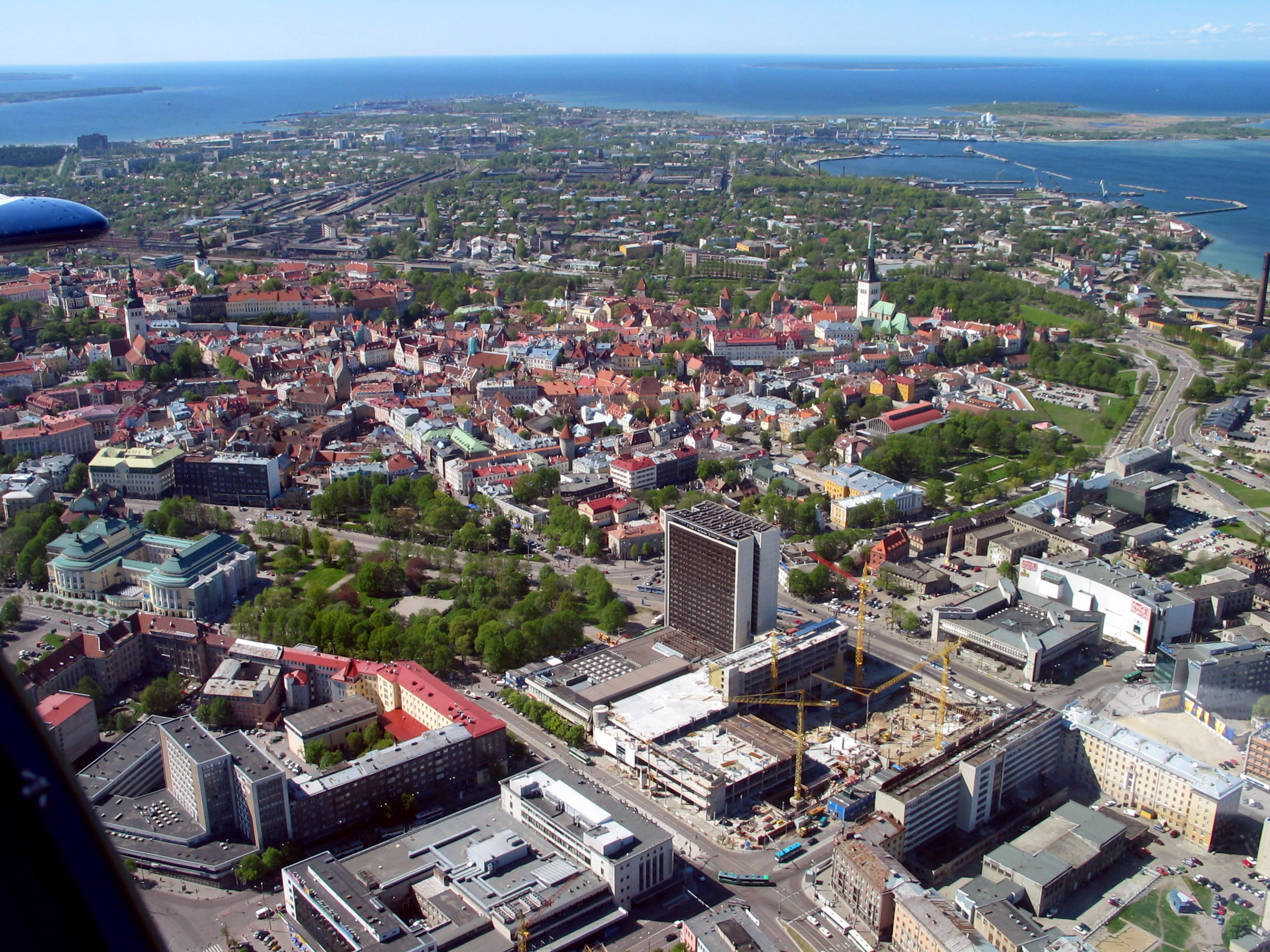
Uppförande av Viru Keskus, 2003.
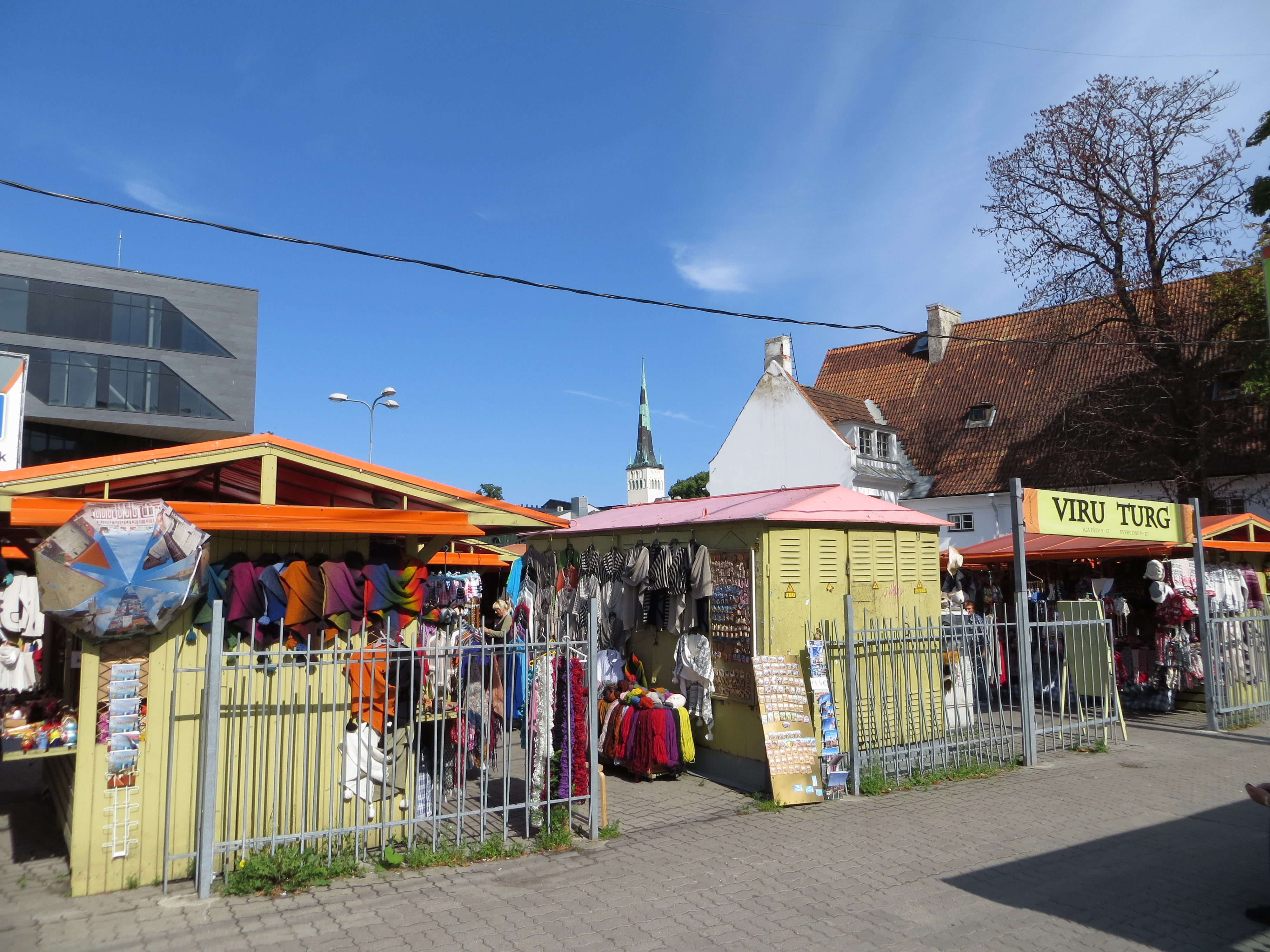
Marknadsstånd för hantverksprodukter, Viru turg.